# Stefan Zich
Stefan Zich (* 1977) ist ein ehemaliger deutscher Footballspieler.

## Laufbahn
Zich spielte von 1997 bis 2005 bei den Braunschweig Lions. Im Anschluss an das Spieljahr 2005 beendete der 1,86 Meter große, in der Verteidigung eingesetzte Zich seine Karriere. Er wurde 1997, 1998, 1999 sowie 2005 mit der Mannschaft deutscher Meister, 1999 und 2003 kamen die Siege im Eurobowl hinzu.